# Bandera de Anzoátegui (Tolima)

La bandera de Anzoátegui es la bandera oficial del municipio colombiano de Anzoátegui en el departamento de Tolima. El escudo y la bandera de Anzoátegui fueron adoptados mediante Acuerdo n.º 009 del 9 de agosto de 2005.
La bandera está conformada por tres bandas horizontales; una superior de color amarillo, una central de color verde y la inferior de color azul.